# Río Wiltz
El río Wiltz (luxemburgués Wolz) es un río de Bélgica y Luxemburgo, que se une con el Sauer/Sûre en Goebelsmuhle. Su longitud total es de 42 km. El Clerve es un afluente del Wiltz.